# Sinus (matematik)
 For alternative betydninger, se Sinus. (Se også artikler, som begynder med Sinus)
 Der er for få eller ingen kildehenvisninger i denne artikel, hvilket er et problem. Du kan hjælpe ved at angive troværdige kilder til de påstande, som fremføres i artiklen.

 Denne artikel bør gennemlæses af en person med fagkendskab for at sikre den faglige korrekthed.

Sinus er en trigonometrisk funktion inden for matematikken, som beskriver bestemte forhold mellem siderne i en retvinklet trekant, eller {\displaystyle y}-koordinaten til et punkt på enhedscirklen. I matematiske formler forkortes sinus til {\displaystyle \sin }, og tager man sinus til en vinkel {\displaystyle \theta }, skrives det matematisk som {\displaystyle \sin \theta }. Sinus-funktionen har mange træk tilfælles med en anden trigonometrisk funktion, cosinus, som beskriver {\displaystyle x}-koordinaten til føromtalte punkt på enhedscirklen, og disse to funktioner danner grundlag for den tredje trigonometriske funktion tangens.
Grafen for sinus (og cosinus) udviser et karakteristisk bølgemønster, som kan bruges til at modellere en lang række fysiske fænomener.

## Sinus og den retvinklede trekant
For en retvinklet trekant gælder, at sinus til en af de to vinkler, der ikke er rette, er lig med forholdet mellem den modstående katete og trekantens hypotenuse. For trekanten, på illustrationen til højre gælder, at sinus til den vinkel "θ", der er markeret med gul farve, er lig med forholdet mellem længderne af siderne "a" og "c", dvs.:

{\displaystyle \sin \theta ={\frac {a}{c}}}
Selv om denne definition bygger på en retvinklet trekant, bruges sinus-funktionen i beregninger over alle mulige trekanter i planen, med eller uden rette vinkler – bl.a. i den såkaldte sinusrelation.

## Sinus i enhedscirklen
Definitionen med den retvinklede trekant kan redegøre for sinus til vinkler mellem 0 og 90 grader, men ved hjælp af enhedscirklen kan man udvide definitionsmængden til sinus til alle reelle tal.
På Illustrationen til højre ses enhedscirklen, hvori er indtegnet nogle centervinkler hvis ene ben falder sammen med x-aksen (i pilens retning). Det andet ben skærer cirklens periferi i et punkt, hvis y-koordinat (markeret med små kvadrater), eller afstand til x-aksen, er lig med sinus til den pågældende centervinkel.
Centervinkler måles med den positive side af x-aksen som »nulpunkt«. Går man »mod uret« når man måler vinklen, regnes denne vinkel positivt, mens vinklen er negativ hvis man »måler medurs«.

## Egenskaber
Kurven til højre viser hvordan sinus til en vinkel θ varierer for vinkler mellem ±360° (nederste vandrette skala). Som nævnt er sinus defineret for ethvert reelt tal θ – ud over det viste interval fortsætter kurven i det samme bølge-mønster uendeligt langt til begge sider.

Man kan se at kurven aldrig kommer ud over intervallet fra -1 til 1 på y-aksen: Den såkaldte værdimængde til sinus er netop alle reelle tal fra og med -1 til og med 1.
Sinusfunktionen (for vinkler givet i buemål, mere herom senere) er kontinuert og differentiabel: Stamfunktionen, eller det ubestemte integral, til sin v er -cos v, og den afledede funktion af sin v er cos v.

### Vinkelmål
Det tal man i praktiske beregninger tager sinus af, repræsenterer så godt som altid en vinkel, eventuelt en såkaldt fasevinkel – af den grund skal man, når man beregner sinus, være sikker på hvilken måleenhed vinklen er opgivet i. I teoretisk arbejde, f.eks. matematiske og fysiske beregninger, bruges den lidt specielle enhed radian; vinklens buemål eller »naturlige vinkelmål«, med mindre andet udtrykkeligt er angivet. I toppen af grafen ovenfor er indsat en skala der angiver vinklen udtrykt i radianer.

I andre, mere praktisk orienterede sammenhænge, findes en række forskellige måleenheder – kategorien vinkelenheder giver en oversigt over artikler om relevante måleenheder.

Matematiske lommeregnere har almindeligvis en tast og nogle små bogstaver i displayet til at vælge mellem »D« for »almindelige« grader, »G« for såkaldte nygrader og »R« for førnævnte radianer: Man skal have valgt det rigtige mål inden man trykker på en trigonometrisk funktion.

### Sinus til visse vinkler
For nogle få, »specielle« vinkler kan man ad geometrisk vej finde frem til eksakte værdier for sinus til disse vinkler. Tabellen til højre giver et overblik.
Ved at studere illustrationen med enhedscirklen kan man slutte sig til, at hvis man måler en vis vinkel enten med- eller modurs (hhv. en negativ og en positiv vinkel) ud fra x-aksen, får man et skæringspunkt der ligger hhv. under eller over x aksen. Men afstanden fra hver disse to punkter ind til x-aksen er den samme.

Matematisk gælder, at:

sin x = -sin -x

For tabellen til højre betyder dette, at hvis sinus til f.eks. 30° er 0,5, så er sinus til -30° lig med -0,5.
Endvidere gælder, at eftersom sinus er periodisk, er sin x = sin (x + n·360°) hhv. sin x = sin (x + n·2·π) hhv. sin x = sin (x + n·400g), hvor n er et helt tal.

### Invers sinus
Hvis man »indskrænker« definitionsmængden for sinus til intervallet fra -90° til 90° (-100 til 100 nygrader eller -π/2 til π/2 radianer), får man en såkaldt monoton eller »én-til-én-tydig« funktion, og til sådanne funktioner kan opstilles en såkaldt invers funktion, som populært sagt »regner baglæns« fra sinus til en vinkel og tilbage til vinklen. For sinus' vedkommende kaldes denne inverse funktion for invers sinus.

## Bog
- Holth, Klaus m.fl. (1987): Matematik Grundbog 1. Forlaget Trip, Vejle. ISBN 87-88049-18-3